# Adul Lahsoh
Adul Lahsoh (thailändisch อดุล หละโสะ, * 19. September 1986 in Phatthalung), auch als Dun (thailändisch ดุล) bekannt,  ist ein thailändischer Fußballtrainer und ehemaliger Fußballspieler.

## Karriere

### Spieler

#### Verein
Adul Lahsoh erlernte das Fußballspielen in der Schulmannschaft des Chulabhon's College in Chonburi. Seinen ersten Vertrag unterschrieb er beim Chonburi FC. Bis Mitte 2007 spielte er 38 Mal für den Club. Im Juli 2007 wechselte er nach Japan, wo er sich Gainare Tottori aus Yonago anschloss. Mitte 2009 kehrte er wieder nach Thailand zurück. Hier unterschrieb er einen Vertrag bei seinem alten Verein Chonburi FC. Bis 2015 absolvierte er 188 Spiele und schoss dabei neun Tore. Nach Buriram zu Buriram United wechselte er 2016. Die Hinserie spielte er fünfmal für den Verein. Nach der Hinserie wurde er für 6 Monate an seinen ehemaligen Club Chonburi FC ausgeliehen. 2017 unterschrieb er beim Ligakonkurrenten Suphanburi FC in Suphanburi einen Vertrag. Nach drei Jahren verließ er Suphanburi und wechselte zum ebenfalls in der ersten Liga spielenden Chonburi FC nach Chonburi. Für Chonburi absolvierte er 2020 drei Erstligaspiele. Anfang September 2020 wechselte er in die dritte Liga zum Lamphun Warrior FC. Mit Lamphun spielte in der Upper Region der dritten Liga. Nach dem zweiten Spieltag 2020 wurde die dritte Liga wegen der COVID-19-Pandemie unterbrochen. Nach Wiederaufnahme des Spielbetriebes im Oktober wurde die Thai League 4 und die Thai League 3 zusammengelegt. Die Warriors wurden der Northern Region zugeteilt. In der Northern Region wurde man Meister. In den Aufstiegsspielen zur zweiten Liga wurde man Erster und stieg somit in die zweite Liga auf. Am Ende der Saison 2021/22 feierte er mit dem Verein aus die Meisterschaft der zweiten Liga und den Aufstieg in die erste Liga. Nach dem Aufstieg verließ er den Verein. Im Juni 2022 unterschrieb er einen Vertrag beim Drittligisten Phitsanulok FC. Hier stand er bis Dezember 2022 als Spielertrainer unter Vertrag. Im Dezember 2022 beendete er seine Karriere als Fußballspieler.

#### Nationalmannschaft
Von 2007 bis 2009 spielte Adul Lahsoh achtmal in der thailändischen U-23-Nationalmannschaft. Für die Nationalmannschaft von Thailand spielte er von 2009 bis 2016 25 Mal. Sein Länderspieldebüt gab er am 20. Januar 2010 in einem Freundschaftsspiel gegen Polen im 80th Birthday Stadium in Nakhon Ratchasima, dass Thailand mit 1:3 verlor.

### Trainer
Im Juni 2022 übernahm er bis zu seinem Karriereende im Dezember 2022 das Amt des Spielertrainers beim Phitsanulok FC. Am 10. April 2023 wurde er Interimstrainer beim Erstligisten Chonburi FC. Bei den Sharks stand er vier Erstligaspiele an der Seitenlinie. Nach der Saison wurde er vom Japaner Makoto Teguramori abgelöst.

## Erfolge

### Verein
Chonburi FC
- Thailand Provincial League: 2004  ▲
- Thailändischer Meister: 2007
- Thailändischer Vizemeister: 2009, 2011, 2012, 2014
- Thailändischer Pokalsieger: 2010
- Thailändischer Pokalfinalist: 2014
- Kor-Royal-Cup-Sieger: 2009, 2011, 2012
- Singapore Cup: 2006 (Finalist)

Buriram United
- Kor-Royal-Cup-Sieger: 2016

Lamphun Warrior FC
- Thai League 3 – North: 2020/21
- Thai League 3 – National Championship: 2020/21  ▲
- Thai League 2: 2021/22   ▲

### Nationalmannschaft
Thailand
2014, 2016 – ASEAN Football Championship
Thailand U-23
2007 – Sea Games